# Datong Beijiazao Airport
Datong Beijiazao Airport (kinesiska: 大同东王庄机场) är en flygplats i Kina. Den ligger i provinsen Shanxi, i den norra delen av landet, omkring 260 kilometer norr om provinshuvudstaden Taiyuan.
Runt Datong Beijiazao Airport är det ganska tätbefolkat, med 116 invånare per kvadratkilometer. Närmaste större samhälle är Datong, 16,6 km väster om Datong Beijiazao Airport. Trakten runt Datong Beijiazao Airport består i huvudsak av gräsmarker.
Genomsnittlig årsnederbörd är 603 millimeter. Den regnigaste månaden är juli, med i genomsnitt 163 mm nederbörd, och den torraste är januari, med 3 mm nederbörd.